# Сцинавка-Гурна
Сцинавка-Гурна (пол. Ścinawka Górna) — село в Польщі, у гміні Радкув Клодзького повіту Нижньосілезького воєводства.
Населення — 685 осіб (2011).
У 1975-1998 роках село належало до Валбжиського воєводства.

## Демографія
Демографічна структура станом на 31 березня 2011 року:
|          | Загалом | Допрацездатний вік | Працездатний вік | Постпрацездатний вік |
| -------- | ------- | ------------------ | ---------------- | -------------------- |
| Чоловіки | 325     | 51                 | 244              | 30                   |
| Жінки    | 360     | 62                 | 217              | 81                   |
| Разом    | 685     | 113                | 461              | 111                  |